# Capalonga
Capalonga (Bayan ng Capalonga) är en kommun i Filippinerna. Kommunen ligger på ön Luzon, och tillhör provinsen Camarines Norte. Folkmängden uppgår till 32 215 invånare.

## Barangayer
Capalonga är indelat i 22 barangayer.
| - Alayao - Binawangan - Calabaca - Camagsaan - Catabaguangan - Catioan - Del Pilar - Itok - Lucbanan - Mabini - Mactang | - Mataque - Old Camp - Poblacion - Magsaysay - San Antonio - San Isidro - San Roque - Tanawan - Ubang - Villa Aurora - Villa Belen |